# Lexus RX
La Lexus RX (in giapponese: レクサス・RX, Hepburn: Rekusasu RX) è un SUV nella gamma delle auto Lexus, prodotta in più serie a partire dal 1997.

## Prima serie (XU10, 1997-2003)
Il concetto della RX, ovvero una via di mezzo tra una berlina di lusso ed un SUV, nasce nella primavera del 1993.
Nel tardo 1995 il progetto viene definitivamente approvato dai vertici della Toyota ed affidato nelle mani di Makoto Oshima, che insieme al suo team ha impiegato poco più di un anno per sviluppare la vettura. La vettura, praticamente pronta, viene presentata ancora sotto forma di concept al Salone dell'automobile di Chicago.
L'auto si fece notare soprattutto per alcune soluzioni stilistiche all'avanguardia per l'epoca, come il terzo finestrino posteriore triangolare, gli specchietti retrovisori montati sulle portiere (per ridurre fruscii e resistenza aerodinamica), il portellone posteriore con spoiler integrato e i fanali posteriori trasparenti. Lo schema cromatico esterno è bicolore, con la parte bassa della carrozzeria verniciata in grigio.
Gli interni nella RX sono curati e lussuosi, con un inserto in legno che corre lungo la plancia. Quest'ultima è imponente, dotata di un display per controllare alcune funzioni del veicolo come la climatizzazione e ingloba la leva del cambio (solitamente montata sul pavimento), in modo da lasciare spazio aggiuntivo per portaoggetti aggiuntivi nella parte bassa dell'abitacolo. Erano disponibili con sovrapprezzo le finiture in pelle per i sedili.
ABS, quattro Airbag e cinque poggiatesta erano di serie e solo durante il 1999 si poteva avere a pagamento il controllo elettronico della stabilità, successivamente diventato di serie. L'auto è stata sottoposta a diversi crash test ottenendo risultati positivi.
La prima serie è restata in commercio sino al 2003.

### Motorizzazioni
| Modello | Disponibilità | Telaio | Motore                  | Cilindrata (cm³) | Potenza         | Coppia Massima (Nm) | 0–100 km/h (s) | Velocità max (km/h) | Consumo medio (km/l) |
| RX 300  | dal debutto   | MCU15  | 6 cilindri a V, benzina | 2994             | 148 Kw (201 Cv) | 283                 | 9,2            | 180                 | 7,7                  |

## Seconda serie (XU30, 2003-2008)
Rinnovata nel 2003 con la presentazione della seconda serie, nella gamma è stata aggiunta oltre alla RX 350 (276 CV) anche la versione ibrida RX 400h che sfruttando la tecnologia già presente sulla Toyota Prius viene equipaggiata con un 3.3 benzina accompagnato da due motori elettrici (uno davanti e uno dietro). La potenza complessiva sviluppata è di 272 CV. Queste caratteristiche la rendono una delle SUV più ecologiche del mondo, oltre che la prima fuoristrada ibrida ad essere stata immessa sul mercato.
La seconda serie, dopo aver subito un leggero facelift nel 2007 è restata in produzione fino al 2008.

### Motorizzazioni
| Modello        | Disponibilità | Motore  | Cilindrata (cm³) | Potenza         | Coppia Massima (Nm) | Emissioni CO2 (g/km) | 0–100 km/h (secondi) | Velocità max (km/h) | Consumo medio (km/l) |
| 350 VVT-i aut. | dal 2009      | Benzina | 3456             | 204 Kw (277 Cv) | 346                 | 250                  | 8,0                  | 200                 | 9,4                  |
| 450h FWD aut.  | dal 2009      | Ibrida  | 3456             | 183 Kw (249 Cv) | 317                 | 140                  | 8,2                  | 180                 | 16,7                 |
| 450h aut.      | dal 2009      | Ibrida  | 3456             | 183 Kw (249 Cv) | 317                 | 148                  | 7,8                  | 200                 | 15,9                 |

## Terza serie (AL10, 2008-2015)
La terza serie di RX è stata presentata al salone dell'automobile di Los Angeles nel 2008 per essere commercializzata dalla fine dell'anno in Giappone e nel resto del mondo a partire dall'anno successivo.
Anche per questa nuova generazione, prodotta sia in Giappone che negli stabilimenti in Canada, sono restate le motorizzazioni a benzina, affiancate sempre dalla versione ibrida.
Nel 2012 è stata sottoposta ad un facelift ed è restata in produzione sino al 2015.

## Quarta serie (AL20, 2015-2022)
La quarta serie di RX è stata presentata al salone dell'automobile di New York nell'aprile 2015, quando la casa nipponica ha anche dichiarato di aver superato i 2,1 milioni di modelli RX prodotti. Per il mercato europeo il debutto è avvenuto al salone dell'automobile di Francoforte di settembre.
Nel novembre 2017, Lexus ha annunciato nuovi modelli a tre file per sette passeggeri della RX, la RX 350 L e la RX 450h L.
RX e RX L hanno ricevuto un restyling a maggio 2019. Il modello aggiornato è dotato della nuova suite Lexus Safety System Plus 2.0. Per gli interni sono state aggiunte nuove interfacce di infotainment touchpad e touchscreen..

### Motorizzazioni
La RX è dotata di una versione da 295 CV (220 kW) del motore V6 da 3,5 litri abbinato a un cambio automatico a 8 velocità. Il motore a benzina e il motore elettrico RX 450h hybrid raggiungono una potenza combinata di 308 CV (230 kW). Il suo sistema ibrido utilizza una batteria al nichel-metallo idruro da 1.872 kWh

## Quinta serie (ALA10/ALH10, dal 2022)
La RX di quinta generazione è stata presentata il 31 maggio 2022. Costruito sulla piattaforma GA-K, è disponibile in quattro modelli: RX 350, RX 350h, RX 450h+ e RX 500h F Sport Performance. Il modello RX 500h è dotato di sistema di trazione integrale Direct4.
La "griglia del fuso" anteriore che si trova sulla maggior parte delle Lexus è stata ridisegnata in una massa più tridimensionale, evolvendosi in un elemento di design che Lexus chiama "corpo del fuso". La griglia è più piccola e meno appuntita di prima.

### Motorizzazioni
La base RX 350 è equipaggiata con il motore a benzina T24A-FTS turbo da 2,4 litri che produce 205 kW (275 CV) e 430 Nm.
La RX 350h utilizza il motore a benzina A25A-FXS da 2,5 litri (140 kW, 190 CV e 243 Nm) con un sistema ibrido serie-parallelo collegato a una batteria da 1,6 kW  ed eCVT, con una potenza del sistema combinata di 183 kW (245 CV) e 316 Nm, con trazione integrale opzionale (E-Four).
Per RX 500h F Sport Performance, il motore aziona le ruote anteriori mentre il motore elettrico aziona le ruote posteriori, con una potenza totale del sistema di 274 kW (367 CV) e 550 Nm di coppia.
La gamma include anche un'aggiunta dell'ibrido plug-in RX 450h+, che utilizza il motore A25A-FXS, un eCVT, una batteria agli ioni di litio da 18,1 kWh e anteriore (134 kW, 180 CV) e posteriore motori elettrici (40 kW, 54 CV).

## Galleria d'immagini

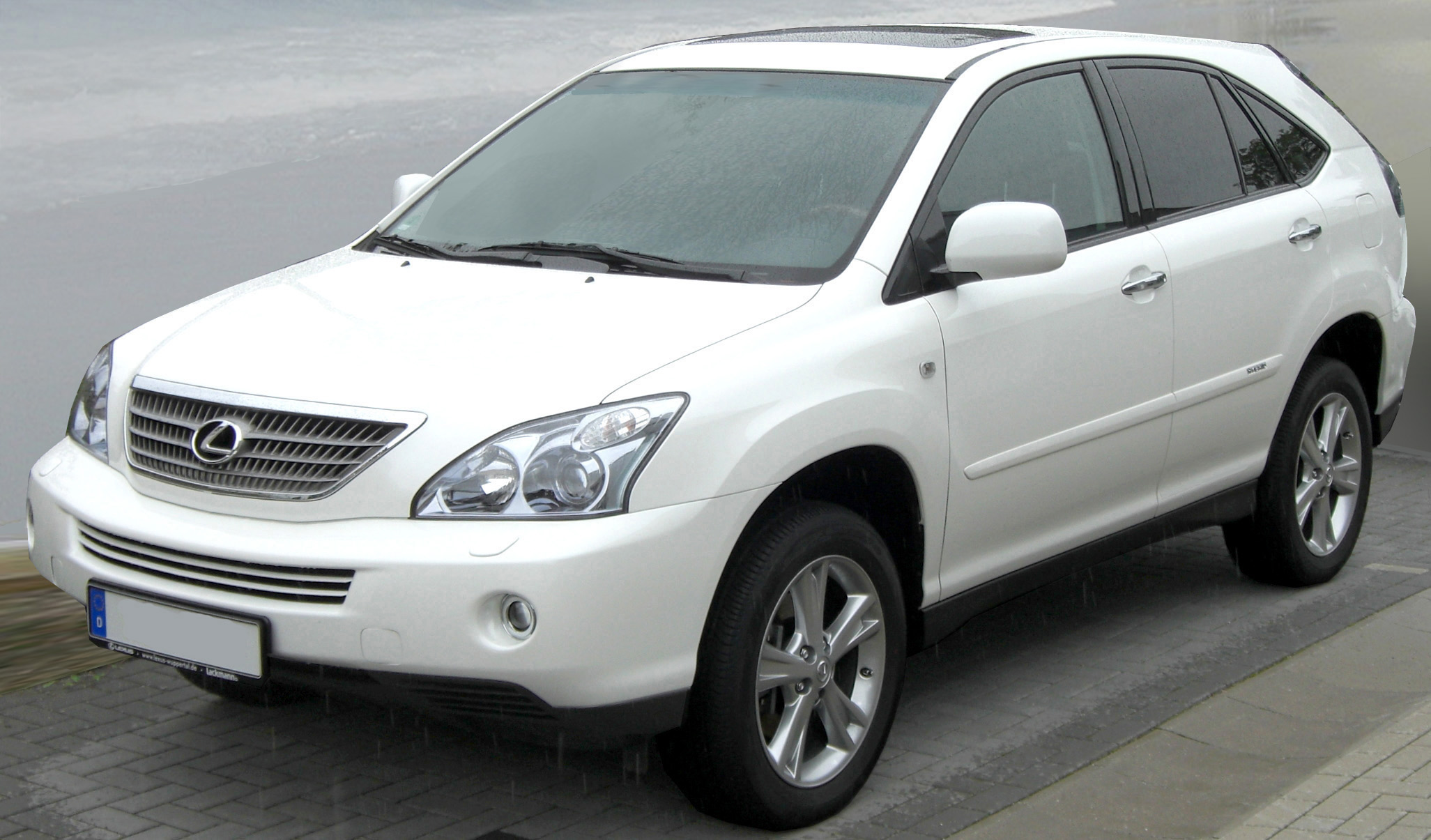
Lexus RX (XU30; 2004-2009)
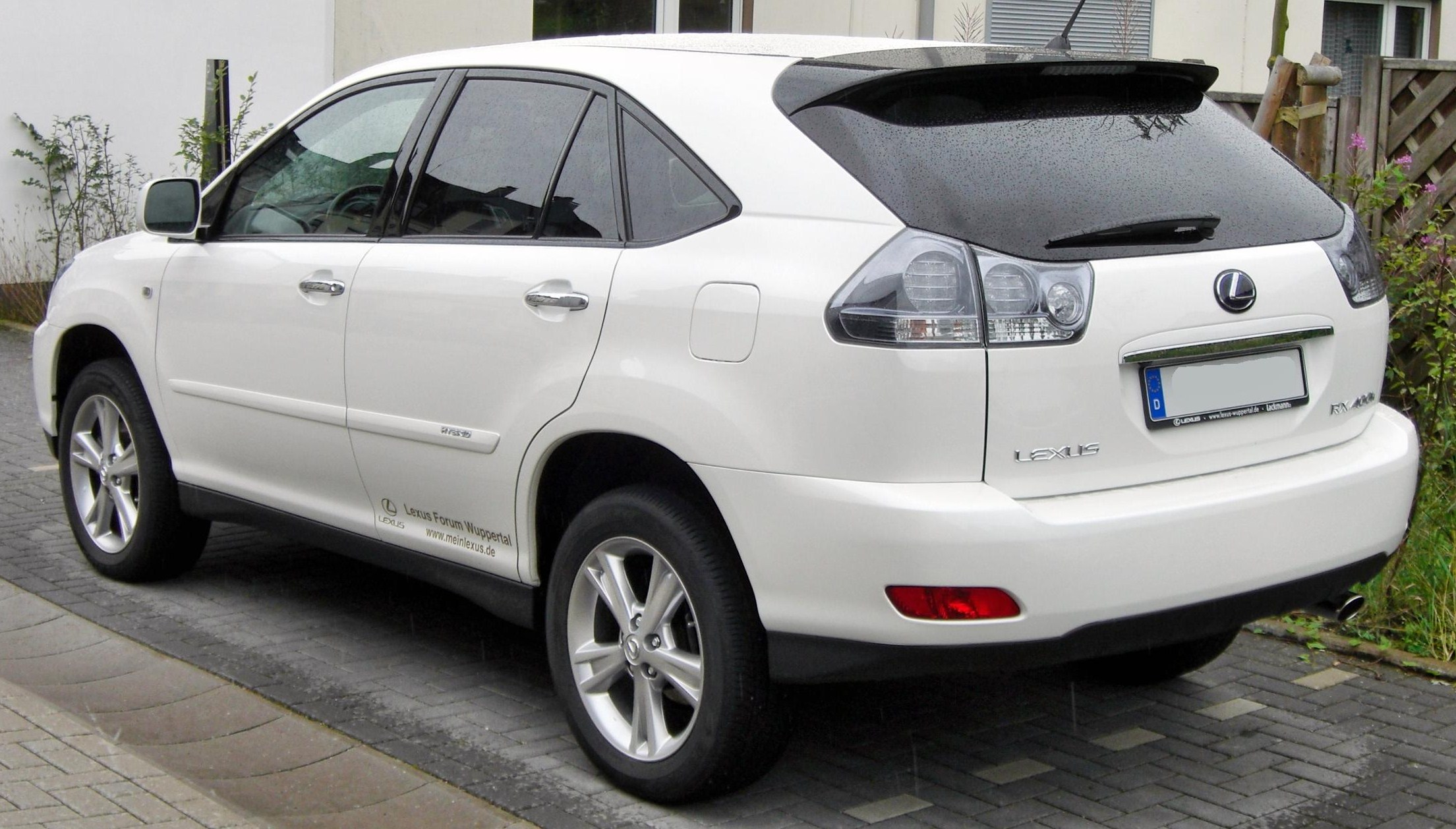
Lexus RX (XU30; 2004-2009)
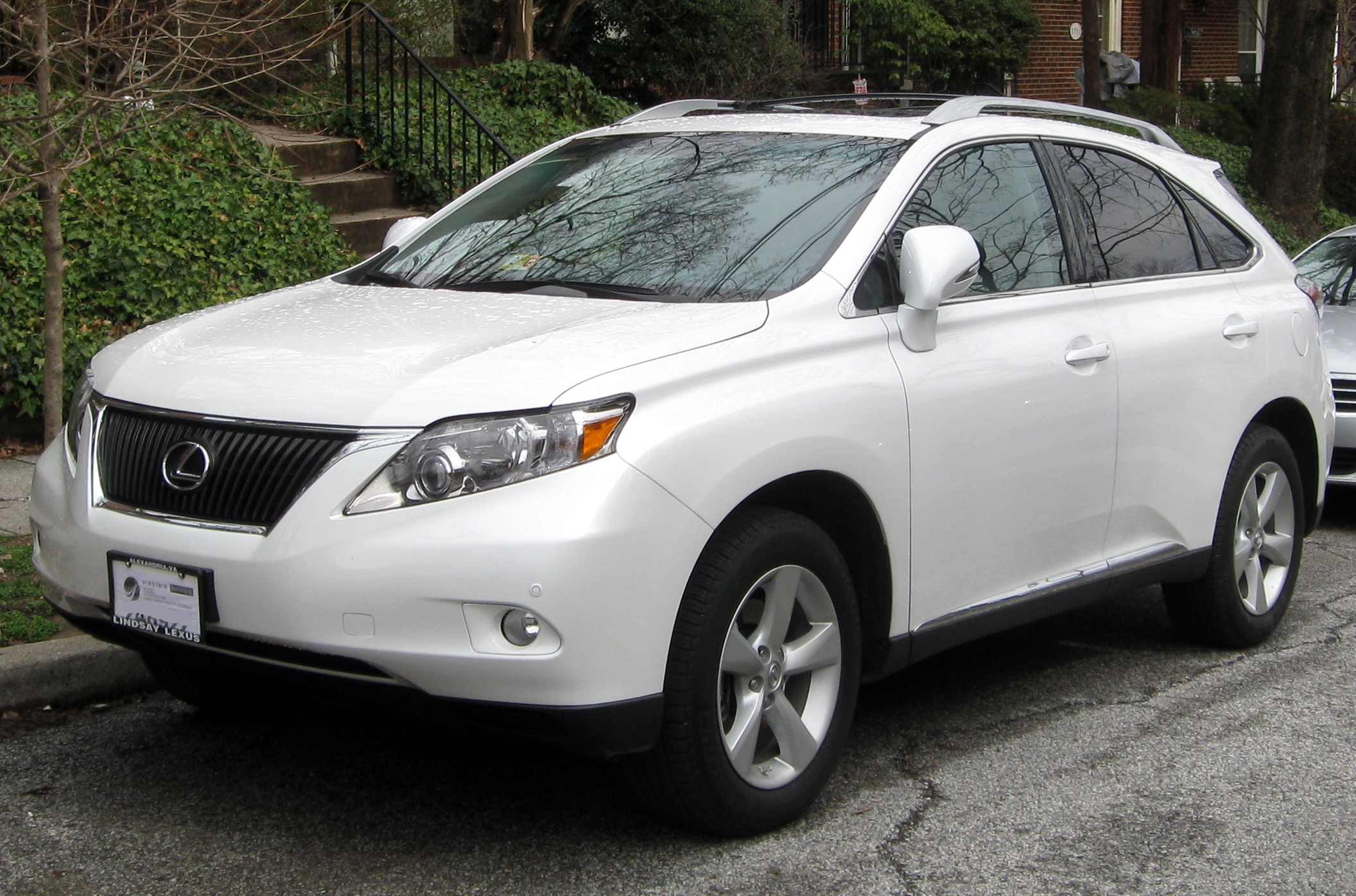
Lexus RX (AL10; 2010–2015)
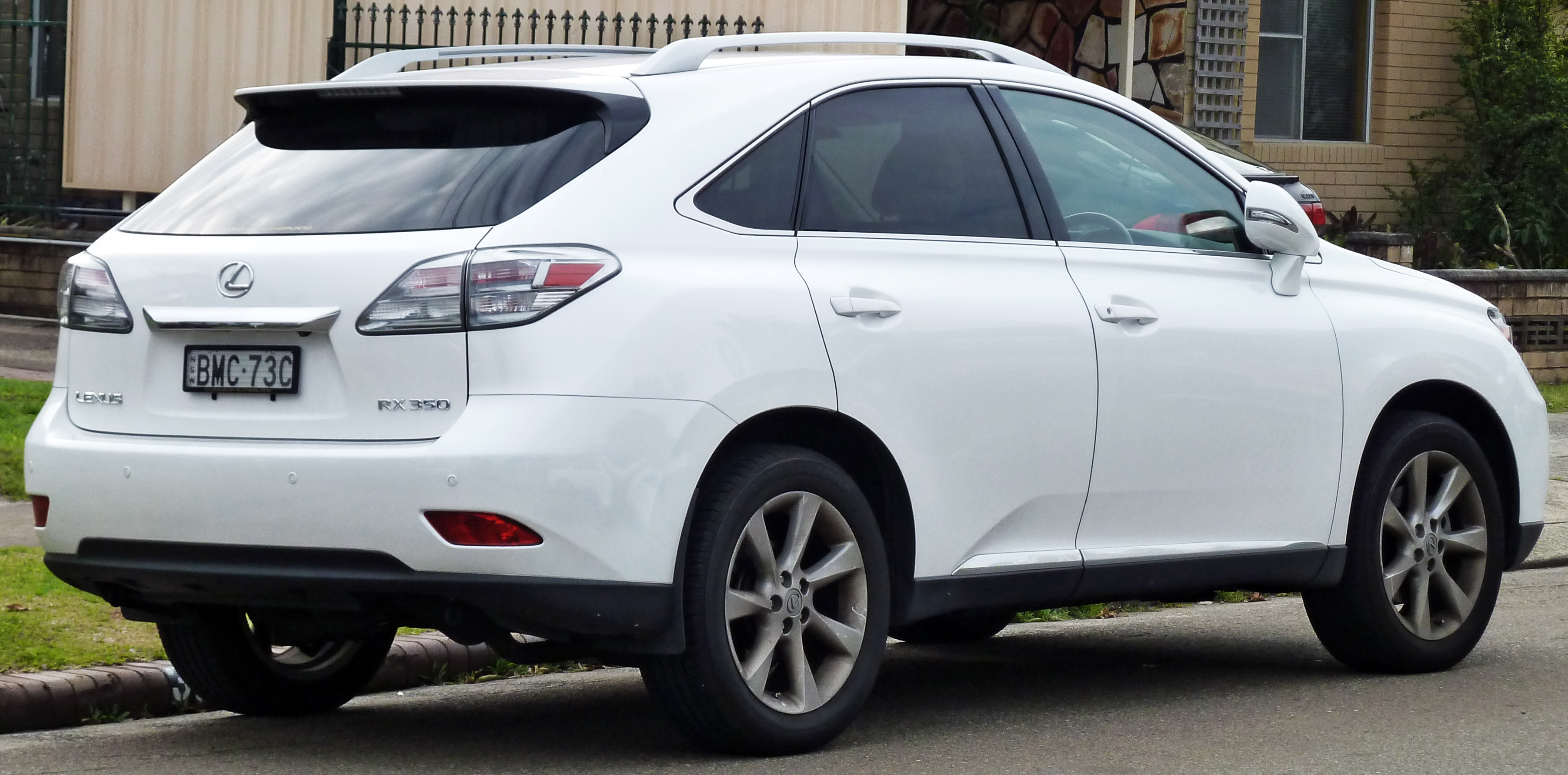
Lexus RX (AL10; 2010–2015)
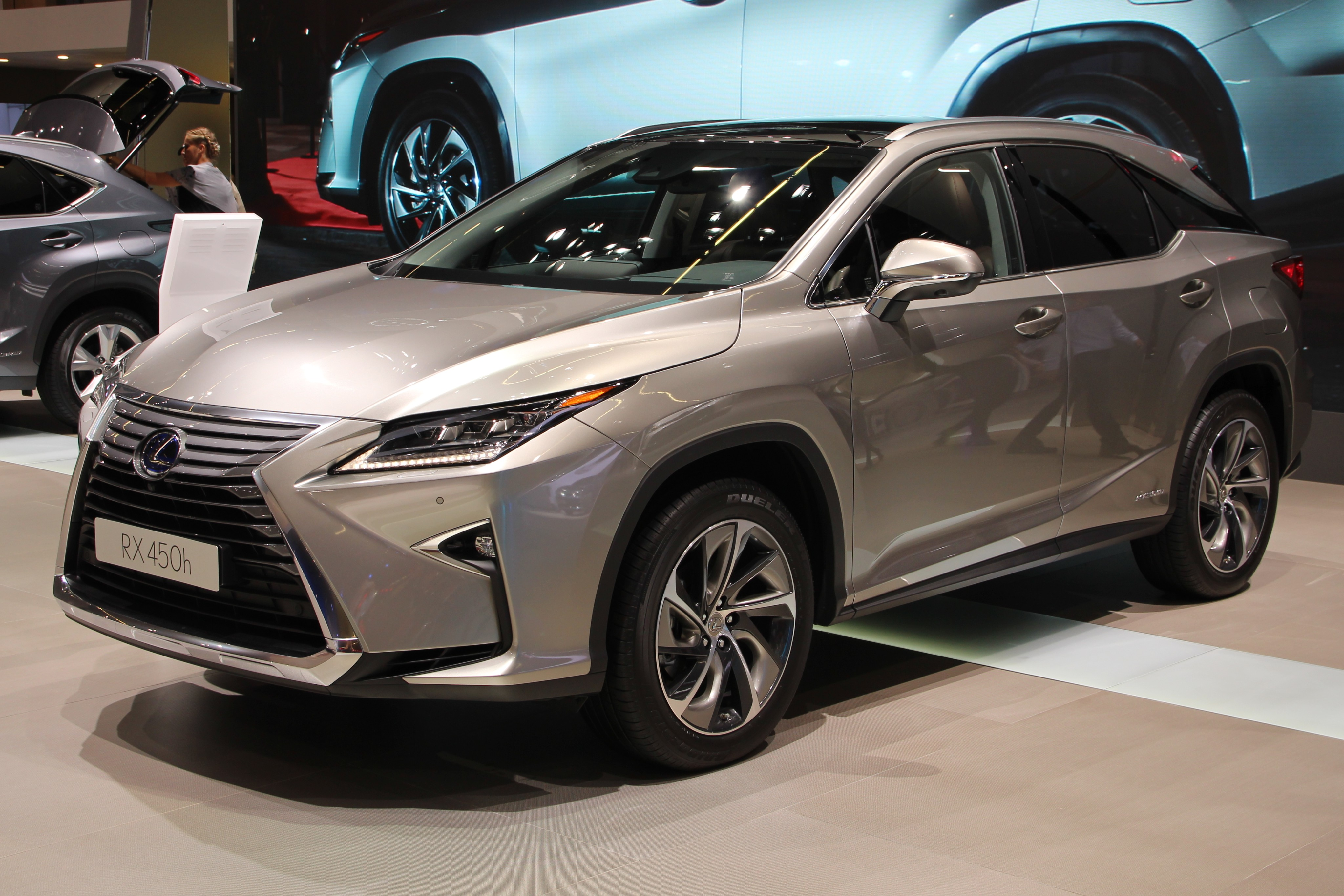
Lexus RX (AL20; 2015-2022)
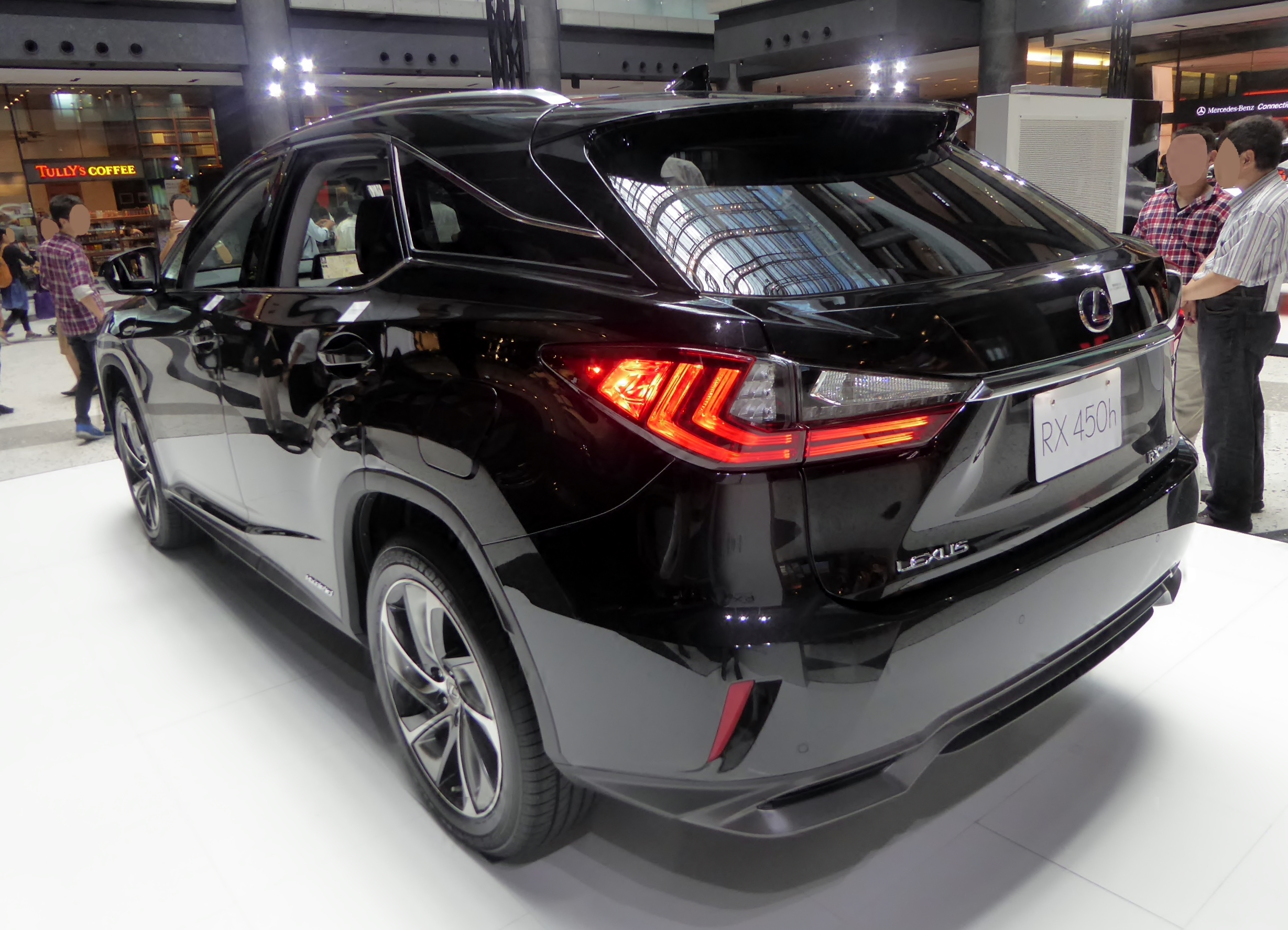
Lexus RX (AL20; 2015-2022)
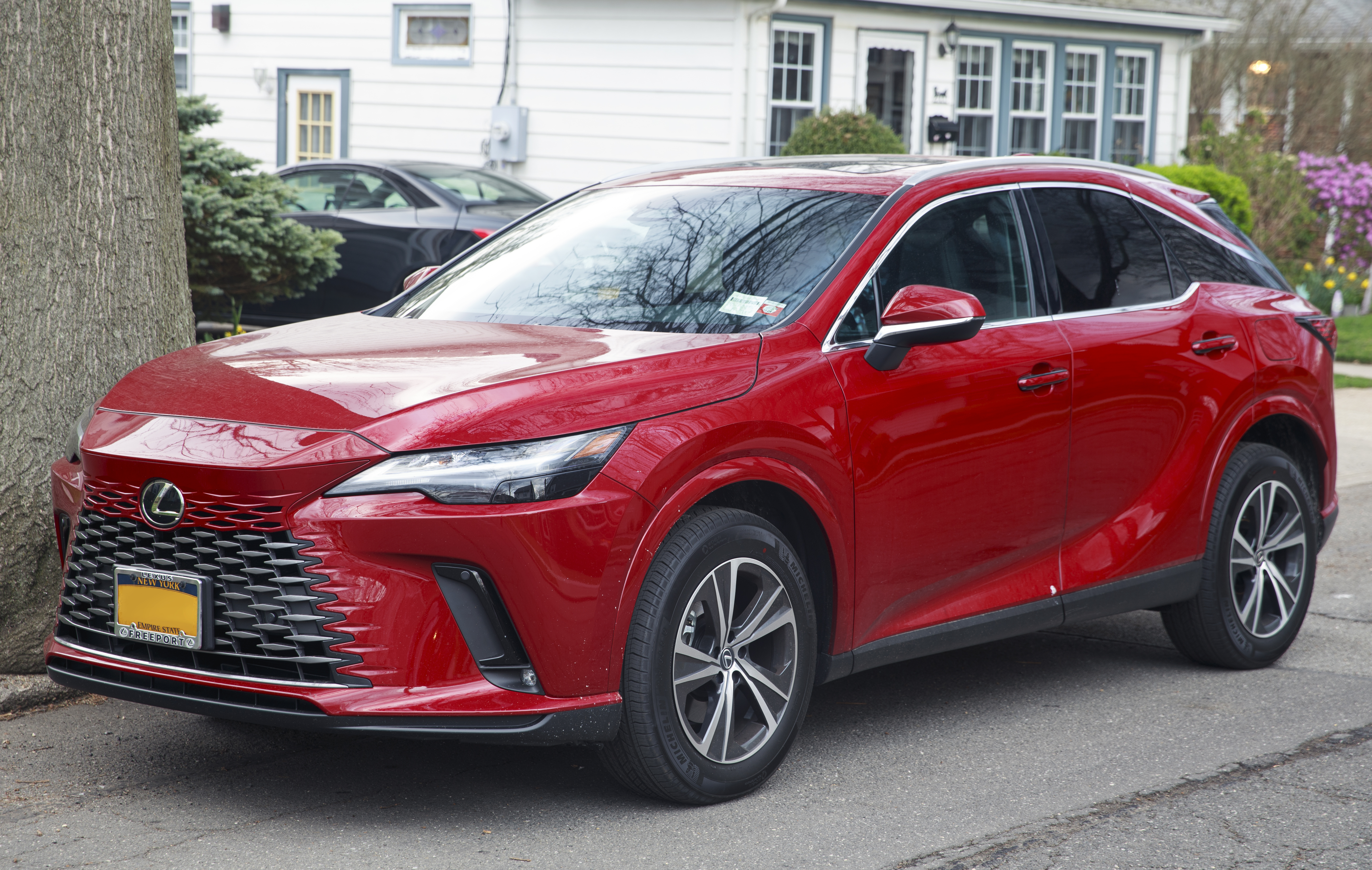
Lexus RX (ALA10/ALH10; 2022-)
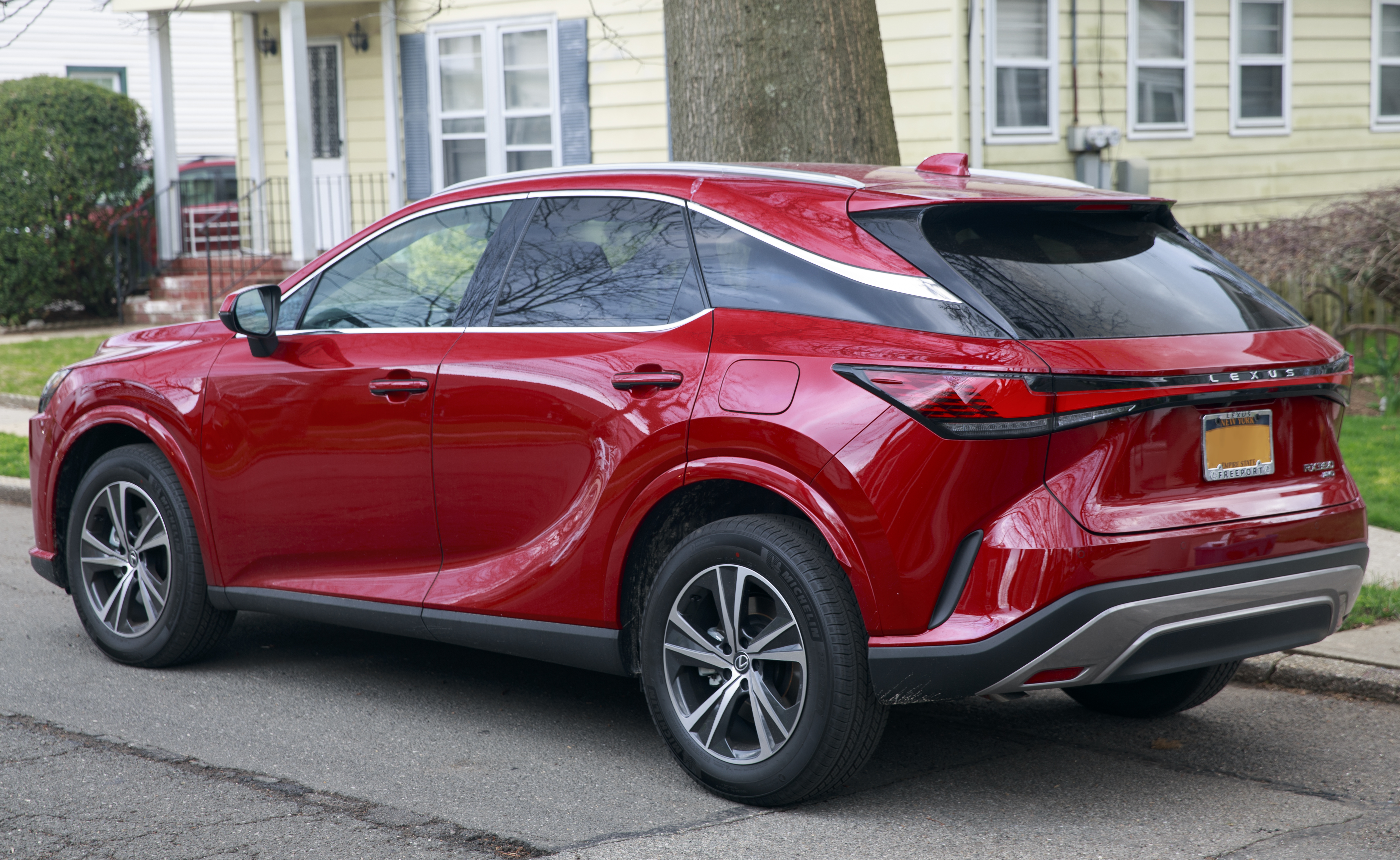
Lexus RX (ALA10/ALH10; 2022-)